# Katedra w Padwie
Katedra w Padwie – rzymskokatolicki kościół pełniący funkcję katedry Diecezji Padwy. Obecna budowla jest rezultatem całej serii zmian budowlanych przeprowadzanych przez kilka wieków. 

## Historia
Pierwsza katedra została tu zbudowana po Edykcie Mediolańskim cesarza Konstatntyna z 313 r. Na jej miejscu została zbudowana następna, którą w 1075 r. konsekrował biskup Ulderyk. 3 stycznia 1117 r. zniszczyło ją trzęsienie ziemi. Gmach został odbudowany w stylu romańskim, co widać na freskach w Baptysterium. W 1547 r. rozpoczęto budowę nowej katedry. W 1551 r. w konkursie ogłoszonym przez biskupa Padwy wybrano projekt Michała Anioła, ale kierownikami robót zostali Jacopo Sansovino, Andrea da Valle i Agostino Righetti. Dwaj ostatni wnieśli wiele modyfikacji do oryginalnego projektu. Roboty przeciągnęły się do 1754 r. i zostały dokończone przez architekta weneckiego Girolamo Forigimelikę. Jednak zaprojektowana przez niego fasada z trzema portalami i dwiema rozetami pozostała niedokończona i następnie mocno uszkodzona, tak jak wielka kopuła, w czasie bombardowań w latach 1917–1918. 25 sierpnia 1754 r. katedra została konsekrowana przez kard. Carlo Rezzonico i poświęcona Matce Bożej Wniebowziętej.

## Wnętrze

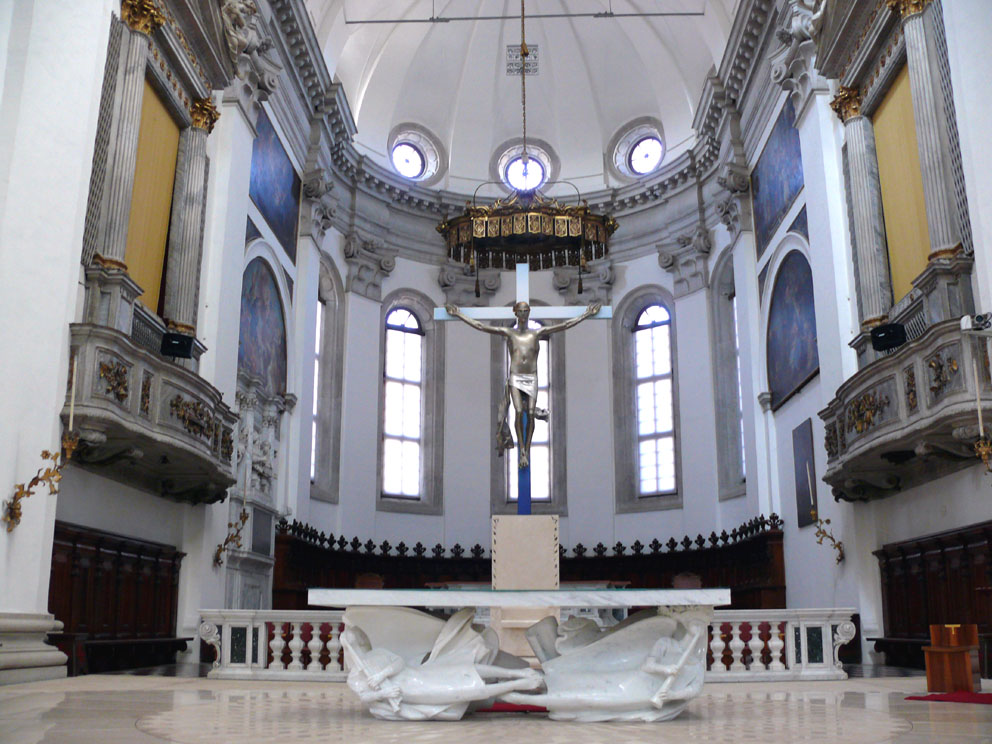
Prezbiterium katedry z monumentalnym krucyfiksem

Wnętrze budowli, które zadziwia chłodem i surowością, podzielone jest na trzy nawy. Nad nawą główną wznoszą się dwie kopuły. Począwszy od lewej nawy znajdujemy Kaplicę Matki Bożej niewidomych, w której można podziwiać malowidło Madonna z Dzieciątkiem autorstwa Stefano d'Arzere; następnie w Kaplicy św. Hieronima umiejscowione jest dzieło Piotra Damini Św. Hieronim i zleceniodawca Girolamo Selvatico; w Kaplicy św. Grzegorza Barbarigo, na ołtarzu wystawione jest od 1762 r. ciało świętego, na ścianie w głębi umieszczone jestUkrzyżowanie ze świętymi Magdaleną i Katarzyną - dzieło Damini; w Kaplicy św. Józefa znajduje się XVII-wieczna nastawa. W lewym ramieniu transeptu mieści się Kaplica Najświętszego Sakramentu z barokowym ołtarzem. Warto też zwrócić uwagę na Zakrystię kanoników, która stanowi małą galerię malarstwa we wnętrzu katedry. Do cennych dzieł tam przechowywanych zaliczyć należy Matkę Bożą z Dzieciątkiem Giusto de' Menabuoi, dwa panele przedstawiające Świętych Giorgio Schiavone i dwa płótna Giandomenico Tiepolo z wyobrażeniem Św. Filipa Neri i Św. Hieronima Emilianiego, a także Zdjęcie z krzyża Jacopo Montagnana.

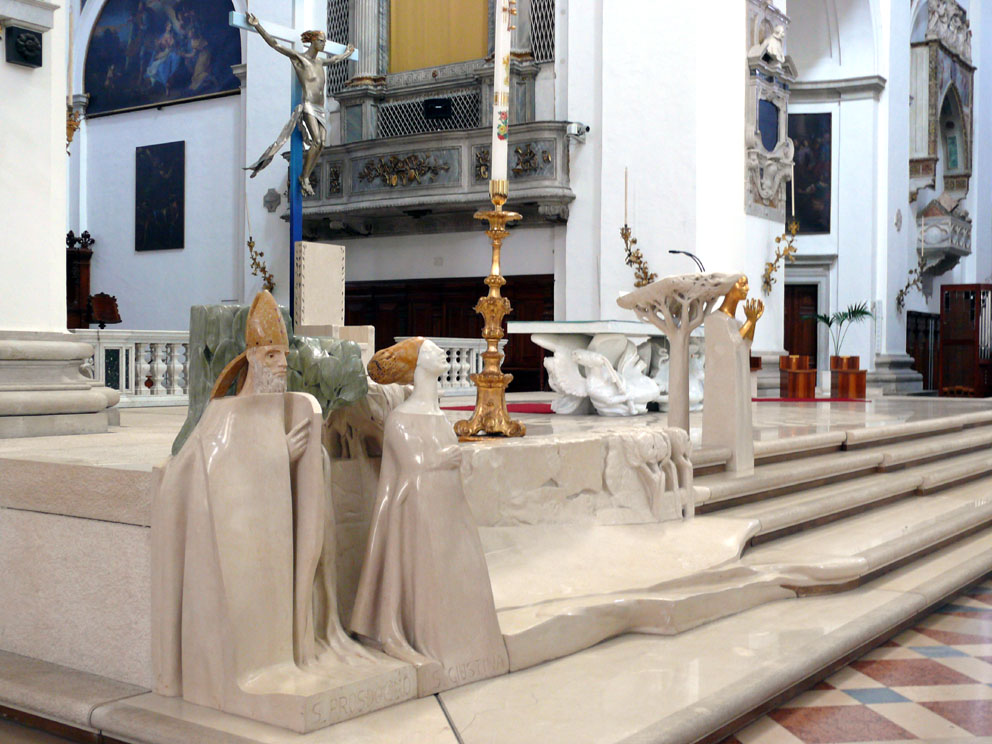
Prezbiterium - św. Prosdocimo i św. Justyna

Prezbiterium odcina się stylem od reszty świątyni. Jego obecny wystrój został zainaugurowany w 1997 r. Jest ono ozdobione rzeźbami toskańskiego artysty Giuliano Vangi. Już na pierwszy rzut oka widać nowoczesność stylu. Wszystkie postacie, szczególnie aniołowie podtrzymujący ołtarz wydają się być w jakimś niezwykłym ruchu. Zamysłem twórcy było ukazać obecność Ducha Świętego, dlatego rzeźby sprawiają wrażenie, jakby były poruszane przez Jego tchnienie. Znajdujemy tam monumentalny krucyfiks w centrum oraz postacie świętych, między innymi św. Franciszka z Asyżu, św. Justyny, św. Prosdocimo i św. Grzegorza Barbarigo.
W prawym ramieniu transeptu, w Kaplicy Matki Bożej Cudów, zachowane jest malowidło przedstawiające Matkę Bożą z Dzieciątkiem. Stara tradycja mówi, że obraz należał do Petrarki - w pewnym okresie kanonika katedralnego, który twierdził, że jest to dzieło Giotta. Dzieło oryginalne zaginęło i dlatego dziś możemy podziwiać jedynie kopię namalowaną przez nieznanego autora.
W podziemiach świątyni znaleźć można mozaiki, resztki kolumn, urny z terakoty, kości wołów i koni - być może resztki ofiar pogańskich.